# 刺足真寄居蟹
刺足真寄居蟹（学名：Dardanus hessii）为活額寄居蟹科真寄居蟹屬下的一个种。